# 地下鐵成增站

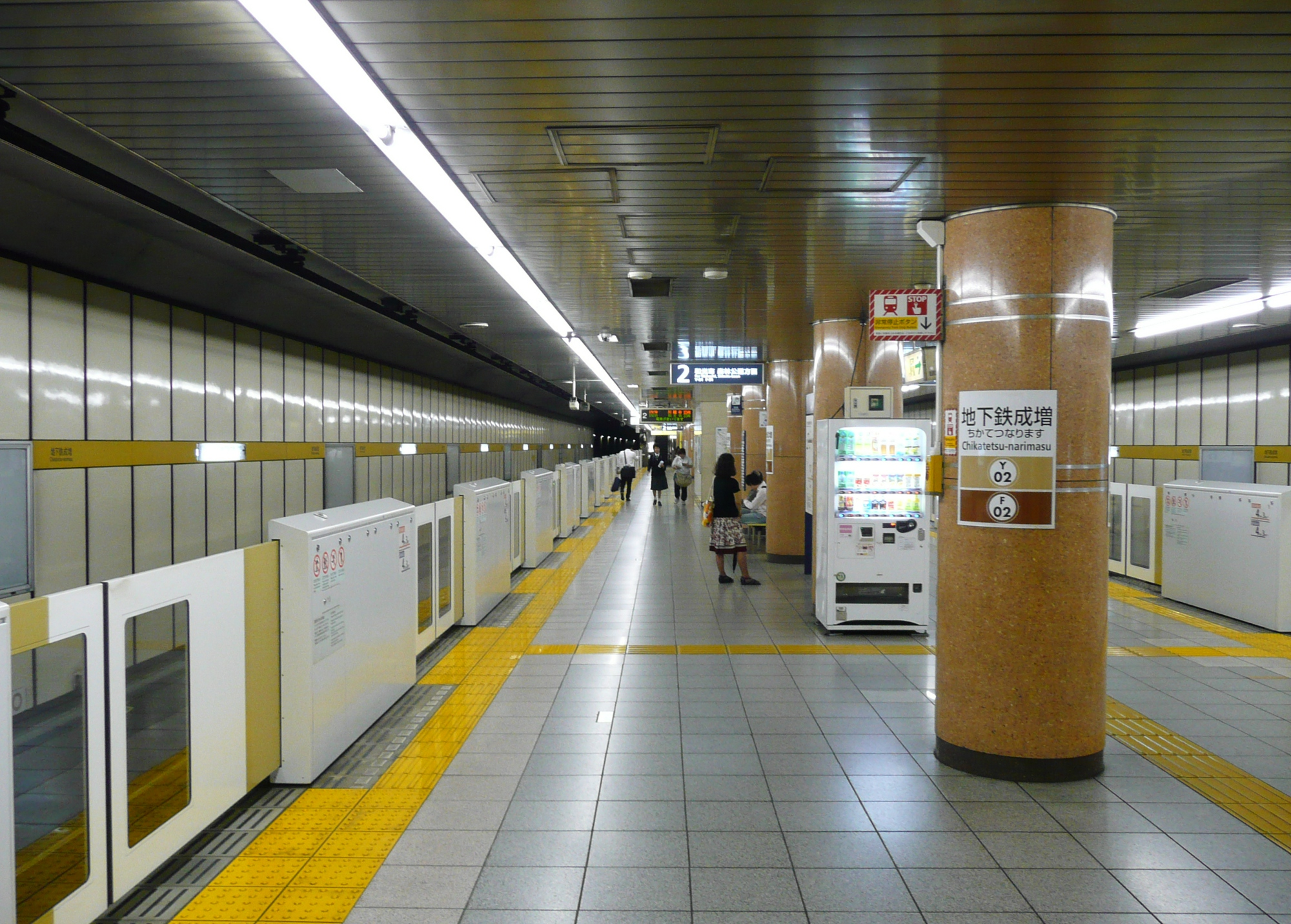
月台（2012年5月）

地下鐵成增站（日语：／ Chikatetsu-narimasu eki */?）是位於日本東京都板橋區成增二丁目，屬於東京地下鐵的鐵路車站。

## 概要
此站有有樂町線與副都心線停靠。包括此站的和光市站－小竹向原站路段由有樂町線與副都心線共用軌道。有樂町線車站編號為Y 02，副都心線車站編號為F 02。
站體位於川越街道（國道254號）下方。
站名「地下鐵成增站」（過去為營團成增站）是為避免與本站以上200米之東武鐵道東上本線的成增站混淆而冠上公司名（鄰站「地下鐵赤塚站」也是相同情形）。
在PASMO、Suica的乘車履歷上，站名簡稱為「地下成增」。

## 歷史
- 1983年（昭和58年）6月24日：帝都高速度交通營團（營團地下鐵）有樂町線此站－池袋段開通，營團成增站開業。
- 2004年（平成16年）4月1日：伴隨營團地下鐵的民營化，由東京地下鐵繼承，改稱地下鐵成增站。
- 2008年（平成20年）6月14日：伴隨副都心線開業，成為有樂町線與副都心線的共用站。
- 2010年（平成22年）
  - 7月3日：1號月台設置月台閘門[2]。
  - 7月10日：2號月台設置月台閘門[2]。
  - 10月16日：月台閘門開始使用[2]。
- 2011年（平成23年）2月23日：引入發車音樂[3]。

## 構造
島式月台1面2線之地下車站。
本站在1987年8月25日有樂町線延伸至和光市站前為終點站，因此地下鐵赤塚方向設有橫渡線。

### 月台配置
| 月台 | 路線              | 目的地                                        | 備註                                        |
| ---- | ----------------- | --------------------------------------------- | ------------------------------------------- |
| 1    | 有樂町線          | 池袋、有樂町、新木場方向                      |                                             |
| 1    | 副都心線          | 池袋、新宿三丁目、澀谷、橫濱、元町·中華街方向 | 澀谷站直通 東急東橫線、 橫濱站直通 港未來線 |
| 2    | 有樂町線 副都心線 | 和光市、森林公園方向                          | 和光市站直通 東武東上線 （至森林公園站）    |

（來源：東京地下鐵:構內圖（页面存档备份，存于））

## 利用狀況
2017年度1日平均上下車人次為52,212人，在東京地下鐵全部130個車站當中排名第79位。
近年1日平均上下車、上車人次變化如下表。
| 年度               | 1日平均 上下車人次 | 1日平均 上車人次 | 來源     |
| ------------------ | ------------------ | ---------------- | -------- |
| 1992年（平成04年） |                    | 18,468           | [ * 1 ]  |
| 1993年（平成05年） |                    | 18,189           | [ * 2 ]  |
| 1994年（平成06年） |                    | 17,841           | [ * 3 ]  |
| 1995年（平成07年） |                    | 17,921           | [ * 4 ]  |
| 1996年（平成08年） |                    | 18,296           | [ * 5 ]  |
| 1997年（平成09年） |                    | 18,036           | [ * 6 ]  |
| 1998年（平成10年） |                    | 17,452           | [ * 7 ]  |
| 1999年（平成11年） |                    | 17,005           | [ * 8 ]  |
| 2000年（平成12年） |                    | 16,811           | [ * 9 ]  |
| 2001年（平成13年） |                    | 16,553           | [ * 10 ] |
| 2002年（平成14年） | 32,338             | 16,454           | [ * 11 ] |
| 2003年（平成15年） | 32,662             | 16,630           | [ * 12 ] |
| 2004年（平成16年） | 33,495             | 16,897           | [ * 13 ] |
| 2005年（平成17年） | 33,868             | 17,074           | [ * 14 ] |
| 2006年（平成18年） | 34,874             | 17,484           | [ * 15 ] |
| 2007年（平成19年） | 36,030             | 18,180           | [ * 16 ] |
| 2008年（平成20年） | 40,480             | 20,240           | [ * 17 ] |
| 2009年（平成21年） | 42,801             | 21,417           | [ * 18 ] |
| 2010年（平成22年） | 44,488             | 21,995           | [ * 19 ] |
| 2011年（平成23年） | 43,643             | 21,791           | [ * 20 ] |
| 2012年（平成24年） | 45,573             | 22,717           | [ * 21 ] |
| 2013年（平成25年） | 47,653             | 23,760           | [ * 22 ] |
| 2014年（平成26年） | 47,857             | 23,804           | [ * 23 ] |
| 2015年（平成27年） | 49,254             | 24,486           | [ * 24 ] |
| 2016年（平成28年） | 50,827             | 25,244           | [ * 25 ] |
| 2017年（平成29年） | 52,212             |                  |          |

## 周邊
- 國道254號（川越街道）
- 東武東上線成增站
- ACT1
  - 板橋區成增地域中心（ACT HALL）
  - 西友成增店
- Aries（アリエス）
  - HelloWork Plaza（日语：公共職業安定所）成增
  - 板橋成增丘郵便局
  - 板橋區立成增圖書館
  - 國際興業巴士（日语：国際興業バス）成增站北口案內所
- 板橋区成增社會教育會館
- 板橋成增郵便局
- 三井住友銀行成增支店
- 瑞穗銀行成增支店
- 里索那銀行成增支店
- 大榮成增店（日语：ダイエー成増店）
- 東武store（日语：東武ストア）成增店
- 丸悅（日语：マルエツ）成增南口店
- 摩斯漢堡成增店 - 1972年開幕的第一號店。

學校、大學
- 板橋區立成增小學校
- 板橋區立成增丘小學校
- 板橋區立赤塚第二中學校
- 練馬區立旭町小學校（日语：練馬区立旭町小学校）
- 練馬區立豐溪中學校（日语：練馬区立豊渓中学校）
- 日本Wellness sports大學（日语：日本ウェルネススポーツ大学）、東京校區

## 巴士路線
由西武巴士、東武巴士西、國際興業巴士運行以下路線。
車站上方國道254號的成增交差點東側上行車道有「地下鐵成增站」（西武巴士）、「成增站前」（國際興業巴士），成增交差點西側有「成增町」（西武巴士）、「成增站入口」（東武巴士西、國際興業巴士）巴士站。另外，成增交差點南側有「成增一丁目」巴士站。
另外，東上線成增站北口也有許多路線巴士。

### 地下鐵成增站 / 成增站前巴士站
- 練47：經豊島園往練馬站北口（西武巴士）
- 光31：往光丘站（西武巴士）
- 練高01：經光丘站往練馬高野台站（西武巴士）
- 練高02、經深夜巴士：光丘站、練馬高野台站往南田中車庫（西武巴士）
- 石03：往練馬北町車庫（日语：国際興業バス練馬営業所）（國際興業巴士）

### 成增町 / 成增站入口巴士站
國道254號下行車道、1號出口前（西武巴士、國際興業巴士）
- 吉60：經谷原（日语：谷原）三丁目、石神井公園站北口、上石神井站往吉祥寺站（西武巴士）
- 石11：經谷原三丁目、石神井公園站北口往西武車庫（日语：西武バス上石神井営業所）（西武巴士）
- 增72：往白子（日语：白子村）折返場（土支田交番）（西武巴士）
- 練40：經谷原三丁目往南田中車庫（西武巴士）
- 練42：經谷原三丁目往練馬站北口（西武巴士）
- 石02、石03：經比丘尼橋往石神井公園站北口（石02由西武巴士、國際興業巴士共同運行，石03由國際興業巴士運行。國際興業巴士的石02是深夜巴士）
- 增16：往比丘尼橋（國際興業巴士）
- 增16-2：經比丘尼橋往三軒寺（國際興業巴士。僅深夜巴士）
- 泉33、深夜巴士：經南大和、長久保往大泉學園站南口（西武巴士）
- 泉34：經南大和往長久保（西武巴士）

國道254號下行車道、成增SKIP村商店街入口前（東武巴士西）
- 增32：經埼玉醫院（日语：国立病院機構埼玉病院）、團地西口往南大和
- 增32：經團地西口往南大和き（平日僅深夜巴士）
- 增32：往埼玉醫院
- 和06：經埼玉醫院、稅務大學（日语：税務大学校）正門、西大和團地往和光市站南口
- 和06：經稅務大學正門、西大和團地往和光市站南口
- 和06：往稅務大學正門

國道254號上行車道、2號出口前（西武巴士、東武巴士西）
- 泉33、泉34、泉36、增32、和06：往成增站南口

### 成增一丁目巴士站
- 石02、增16：往成增站南口（石02由西武巴士、國際興業巴士共同運行。增16由國際興業巴士運行）
- 石03：經成增站南口往練馬北町車庫（國際興業巴士）
- 吉60、增72、練40、練42：往成增町（西武巴士）

## 相鄰車站
東京地下鐵
 有樂町線（只限各站停車）、 副都心線

■急行
通過
■通勤急行、■各站停車
和光市（Y 01、F 01）－地下鐵成增（Y 02、F 02）－地下鐵赤塚（Y 03、F 03）

### 來源
東京都統計年鑑
1. ↑  .   [2017-05-01]. （原始内容存档于2013-08-15）.
2. ↑  .   [2017-05-01]. （原始内容存档于2013-02-03）.
3. ↑  .   [2017-05-01]. （原始内容存档于2013-02-03）.
4. ↑  .   [2017-05-01]. （原始内容存档于2013-02-03）.
5. ↑  .   [2017-05-01]. （原始内容存档于2013-02-03）.
6. ↑  .   [2017-05-01]. （原始内容存档于2016-03-04）.
7. ↑  東京都統計年鑑（平成10年）PDF
8. ↑  東京都統計年鑑（平成11年）PDF
9. ↑  .   [2017-05-01]. （原始内容存档于2016-03-04）.
10. ↑  .   [2017-05-01]. （原始内容存档于2016-03-04）.
11. ↑  .   [2017-05-01]. （原始内容存档于2017-07-29）.
12. ↑  .   [2017-05-01]. （原始内容存档于2017-07-29）.
13. ↑  .   [2017-05-01]. （原始内容存档于2017-07-29）.
14. ↑  .   [2017-05-01]. （原始内容存档于2017-07-29）.
15. ↑  .   [2017-05-01]. （原始内容存档于2017-07-29）.
16. ↑  .   [2017-05-01]. （原始内容存档于2017-07-29）.
17. ↑  .   [2017-05-01]. （原始内容存档于2017-07-29）.
18. ↑  .   [2017-05-01]. （原始内容存档于2016-03-26）.
19. ↑  .   [2017-05-01]. （原始内容存档于2016-03-27）.
20. ↑  .   [2017-05-01]. （原始内容存档于2016-03-25）.
21. ↑  .   [2017-05-01]. （原始内容存档于2016-03-27）.
22. ↑  .   [2017-05-01]. （原始内容存档于2016-03-22）.
23. ↑  .   [2017-05-01]. （原始内容存档于2017-07-30）.
24. ↑  .   [2019-01-10]. （原始内容存档于2018-11-09）.
25. ↑  .   [2019-01-10]. （原始内容存档于2019-05-02）.

## 外部連結
- 地鐵成增/Y02/F02 | 路線・車站資訊 | 東京地下鐵（日語）